# João Francisco Duarte
João Francisco Duarte (? — ?) foi um político brasileiro.
Foi 1º vice-presidente da província de Alagoas, nomeado por carta imperial de 13 de julho de 1867, de 6 de agosto a 9 de setembro de 1867.